# 佐竹義邦
佐竹 義邦（さたけ よしくに）は、佐竹氏一門の佐竹北家第12代当主。佐竹北家角館第5代所預。

## 生涯
享保3年（1718年）、佐竹義本の子として生まれる。従兄弟の北家佐竹義拠の婿養子に迎えられる。寛延3年（1750年）、養父の隠居により家督を相続し、角館城代となる。宝暦5年（1755年）、藩主義明に従い江戸に出府する。宝暦7年（1757年）、藩内に銀札推進派と反対派の家中騒動が発生する。藩主の叔父である義邦と義智は、反対派の家老石塚義陳、岡本元貴（石塚義陳の弟。岡本家の養子）、平元正直に事態の収拾を依頼され城に出府するも、銀札推進派は藩主義明に、義邦らに陰謀があると讒言したため、5月に謹慎を命じられた。翌6月に讒言であることが発覚して謹慎を解かれ、推進派は騒動を企んだとして死罪等の厳罰に処された。反対派は褒賞を受け、義邦も500石の加増を受けた。宝暦12年（1762年）2月、藩主義敦の元服の際に加冠役を務めた。
明和6年（1769年）、隠居して家督を嫡男の義躬に譲る。天明7年（1787年）死去、享年70。
谷素外に師事した談林派の俳人としても知られ、雅号を百童、歴翁、午時庵、遷喬、里麗と名乗った。また書画の腕にも秀でており、家中でも文芸が盛んとなった。